# María Ángeles Martín Prats
María Ángeles Martín Prats (Sevilla, 7 de febrero de 1971), es directora de la línea de investigación aeronáutica de Aviónica dentro de la Universidad de Sevilla, Senior IEEE y fundadora de la spin-off Skylife Engineering. Formó parte del consejo de PEGASUS y es coordinadora Europea de Universidades de la European Defense Agency. También formó parte de Clean Sky Academy Working Group de la Joint Undertaking de la Comisión Europea y fue miembro del Scientific Committee, grupo asesor de la Joint Undertaking de la Comisión Europea. En 2018 fue galardonada con el premio Ada Byron a la Mujer Tecnóloga de la Universidad de Deusto y en 2015 recibió la Orden del Mérito Civil otorgada por el rey Felipe VI.

## Trayectoria
Nació en Sagrado Corazón de Sevilla, creció y estudió en Tablada (Sevilla). Su padre fue piloto militar (falleció el 4 de enero de 2024), su pilar y referente. Tiene la pasión aeronáutica por su padre y la energía y fuerza de su madre (licenciada en Historia por la Universidad de Sevilla). Son cuatro hermanos y ella la única mujer. María Ángeles estudió tanto educación primaria en el colegio Vara del Rey, como secundaria en el instituto Carlos Haya, en Tablada. Tiene tres hijos: Ángela, Eloy y Celia y está casada.
Se licenció en Física (rama electrónica) en la Universidad de Sevilla y realizó su doctorado en el departamento de ingeniería electrónica de la Escuela Técnica Superior de Ingeniería de la Universidad de Sevilla, sobre electrónica de potencia.
Se ha formado en Aviónica (electrónica embarcada en aviación) y lleva casi 25 años impartiendo clases en la Escuela Técnica Superior de Ingeniería de la Universidad de Sevilla, habiendo impartido más de 15 asignaturas distintas en distintas titulaciones de ingeniería.
Es profesora titular desde 2009 e investigadora en el departamento de Ingeniería Electrónica de la Universidad de Sevilla desde el año 2000, donde dirige la línea de investigación aeronáutica. Ha desarrollado su carrera en el sector aeronáutico con un gran número de trabajos basados fundamentalmente en electrónica de potencia, aviónica y sistemas electrónicos de aplicación aeronáutica, por la que tiene reconocimiento de Senior de IEEE desde 2011. Desde sus inicios hasta comienzos de 2018, ha participado en numerosos proyectos industriales y de investigación, sumando más de 100, y ha sido responsable de más de 50 proyectos aeronáuticos con transferencia de tecnología a la industria. Cuenta con numerosas publicaciones sobre sus investigaciones y proyectos.
La andaluza fue escogida por el Consejo Global de Decanos de Ingeniería entre centenares de mujeres del mundo por su esfuerzo para atraer alumnas y alumnos a estos estudios.
Destaca su trayectoria en el IEEE. De enero de 2006 a julio de 2011, fue presidenta del capítulo español IEEE WIE-Women in Engineering. Además, de junio de 2009 a junio de 2012, ostentó el cargo de Presidenta del capítulo técnico español IEEE Aerospace and Electronics Systems. 
En 2011, para desplegar en el sector aeronáutico y aeroespacial el conocimiento y la tecnología puntera que desarrollaba con un grupo de trabajo en la Universidad de Sevilla, germen del Grupo de Tecnología Electrónica en dicha universidad, fundó la spin-off Skylife Engineering en la capital andaluza. En 2012 recibió el premio Emprendedor XXI en Andalucía que se otorga con el fin de fomentar y reconocer el desarrollo de nuevas empresas innovadoras e identificar a aquellas que tienen mayor potencial de crecimiento.
Desde 2008 hasta 2015, Martín  fue coordinadora de la red de excelencia europea aeroespacial PEGASUS de la Escuela Técnica Superior de Ingeniería de la Universidad de Sevilla. Además desde abril de 2011 formó parte del Board de PEGASUS, ocupando el cargo de vicepresidenta de la Red PEGASUS en el periodo desde abril de 2013 hasta abril de 2015.
Fue Finalista mundial del premio internacional GEDC Airbus Diversity Award 2013 (GEDC - Global Engineering Deans Council). Además fue elegida en el Top 100 de mujeres más influyentes de España en 2014, 2015 y 2018 y entre las 10 más influyentes y Top 100 honoraria en la categoría Académicas e Investigadoras, Mujeres & CIA.
Desde febrero de 2008 hasta 2018 fue Subdirectora de Relaciones Exteriores de la Escuela Técnica Superior de Ingeniería de la Universidad de Sevilla. Desde 2017 hasta la actualidad, es coordinadora Europea de Universidades de la European Defense Agency. Desde 2017 hasta 2018 formó parte de Clean Sky Academy Working Group de la Joint Undertaking de la Comisión Europea. Desde 2018 hasta 2019, fue miembro del Scientific Committee, grupo asesor de la Joint Undertaking de la Comisión Europea. Desde 2018 hasta la actualidad es experta independiente y desde 2024 forma parte del comité técnico de Clean Aviation de la Comisión Euroepa y ha sido elegida representante de las pequeñas y medianas empresas europeas del comité técnico de Clean Aviation en el Governing Board.
El 19 de junio de 2015, recibió la Orden del Mérito Civil otorgada por el Rey Felipe VI. Y en abril de 2018, la Facultad de Ingeniería de la Universidad de Deusto le otorgó el premio Ada Byron a la Mujer Tecnóloga en su quinta edición. El premio Ada Byron tiene como objetivo fomentar las vocaciones femeninas, en el campo de la investigación y el desarrollo tecnológico, y dar valor al trabajo y los logros que el desempeño de las tareas en estos ámbitos por parte de las mujeres han aportado a la humanidad. El acto de entrega se realiza en el marco de la inauguración de ForoTech 2018, encuentro para la difusión y debate sobre las últimas tendencias en diversos campos tecnológicos, organizado por la facultad.

## Compromiso
Martín Prats se dedica vocacionalmente y con intensidad al mundo de la tecnología, con alto impacto positivo en la sociedad. Realiza una labor activa y continua para motivar a las niñas para que se animen a estudiar carreras tecnológicas CTIM (STEAM por sus siglas en inglés), promoviendo la reducción de la brecha de género en el sector, ampliando los horizontes profesionales de las mujeres en la ciencia más allá de estereotipos y aportando al aumento del talento, al añadir el femenino al masculino existente, en el sector de la aeronáutica.
Martín Prats se dedica vocacionalmente y con intensidad al mundo de la tecnología, con alto impacto positivo en la sociedad. Realiza una labor activa y continua para motivar a las niñas para que se animen a estudiar carreras tecnológicas CTIM (STEAM por sus siglas en inglés), promoviendo la reducción de la brecha de género en el sector, ampliando los horizontes profesionales de las mujeres en la ciencia más allá de estereotipos y aportando al aumento del talento, al añadir el femenino al masculino existente, en el sector de la aeronáutica.

## Reconocimientos
- Medalla al mérito civil otorgada por el Rey Felipe VI, 2015.[13]
- Medalla Ciudad de Sevilla, expedida por Ayuntamiento de Sevilla, enero 2019.
- Premio Ada Byron a la Mujer Tecnóloga de la facultad de Ingeniería de la Universidad de Deusto, 2018.
- Top 100 mujeres más influyentes de España en 2014, 2015 y 2018, desde 2019 Top 100 Honoraria y entre las 10 más influyentes en la categoría Académicas e Investigadoras

Expedida por Mujeres&CIA.
- Premio Iberoamericano Cortes de Cádiz. 2015.
- Finalista mundial del premio internacional GEDC (Global Engineering Deans Council) Airbus Diversity Award, Chicago, Illinois, USA.

Expedida por GEDC and AIRBUS Group, octubre 2013.